# Palikanonen

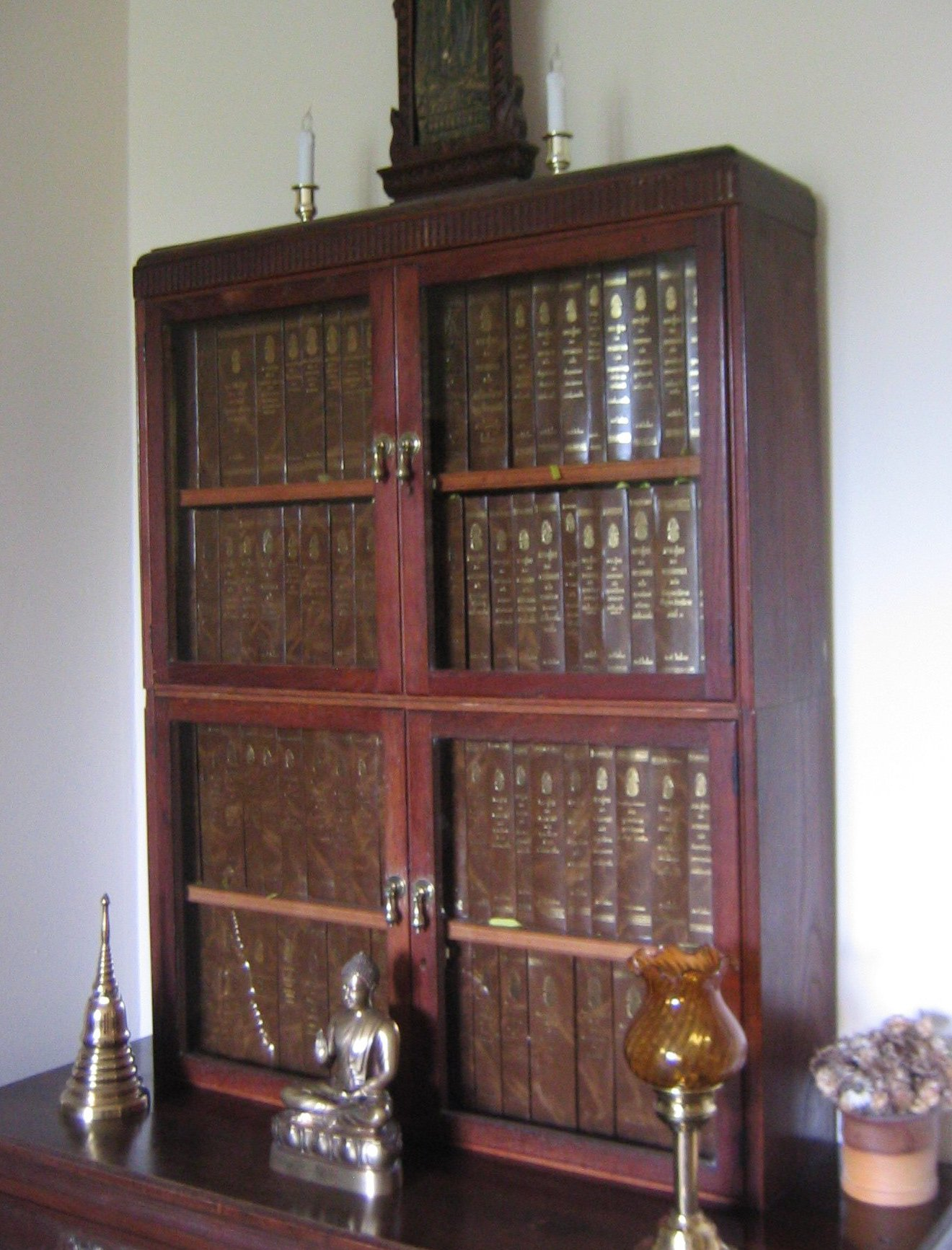
Hela palikanonen i den thailändska versionen

Palikanonen är den skriftsamling som används inom theravadabuddhismen, bevarad i språket pali. Det är den första kända och mest kompletta buddhistiska skriftsamlingen från buddhismens tidiga skede som finns bevarad idag.
Den skapades i norra Indien, och spreds till en början via muntlig tradition, tills den skrevs ned i Sri Lanka år 29 f.Kr, ungefär 454 år efter Shakyamuni Buddhas död.
Palikanonens innehåll kan kategoriseras i tre kategorier, där varje kategori utgör en pitaka ("korg"). Detta eftersom palikanonen är en tipitaka (sanskrit: tripitaka; "tre korgar"). De tre korgarna är följande :
1. Vinaya-pitaka ("Disciplinkorgen"), innehåller bland annat regler för munkar och nunnor.
2. Sutta-pitaka, innehåller lärdomar tillskrivna Shakyamuni Buddha, men även lärdomar tillskrivna hans lärjungar.
3. Abhidhamma-pitaka, en systematisering av buddhismens filosofi, metafysik, lärdomar, etc.

Vinaya-pitaka och sutta-pitaka i palikanonen liknar de skriftsamlingar som andra tidiga buddhistiska inriktningar hade. Abhidhamma-pitaka är dock en strikt theravadisk samling, och har därför få likheter med abhidhamma-verk erkända av andra buddhistiska inriktningar.

## Synen på palikanonen inom theravada
Palikanonen beskrivs traditionellt av theravada som Buddhas ord (buddhavacana); detta är dock inte menat bokstavligt, eftersom kanonen innehåller lärdomar från Buddhas lärjungar.
Den traditionella theravadiska tolkningen av palikanonen kommer från en serie av kommentarer som täcker nästan hela kanonen (Atthakatha). Denna var skriven av Buddhaghosa (omkring 300-400-tal) och senare munkar, som mestadels baserade detta på tidigare material som gått förlorat genom åren. Kommenterande verk på Buddhaghosas kommentarer skrevs också inom theravada. Den traditionella theravadiska tolkningen av palikanonen sammanfattas av Buddhaghosa i Visuddhimagga.
Talesmannen för Buddha Sasana-rådet i Myanmar säger att palikanonen innehåller allt som behövs för att visa vägen till nirvana; kommentarerna och subkommentarerna innehåller många tveksamma påståenden, men följer trots detta palikanonens lärdomar och ger ofta väldigt belysande illustrationer. I Sri Lanka och Thailand har så kallad officiell buddhism till stor del anammat tolkningar från västerländska forskare. 
Även om kanonen har existerat i skriven form i drygt två millennier, har den muntliga traditionen inte blivit bortglömd inom theravada. Memorering och recitation är fortfarande vanligt, där en av de vanligaste reciterade texterna att recitera är paritta. Lekmän brukar också memorera ett antal kortare texter och recitera dem regelbundet; detta är tänkt som en form av meditation. Munkar förväntas kunna lite mer; en burmesisk munk vid namn Vicittasara anses ha memorerat hela palikanonen.
Relationen mellan skrifterna och de vanliga munkarna och lekmännen inom theravada är problematisk. Bevis tyder på att bara delar av palikanonen någonsin blivit populär, och att skrifter som inte ansågs kanoniska istället användes mycket mer.

## Ursprung

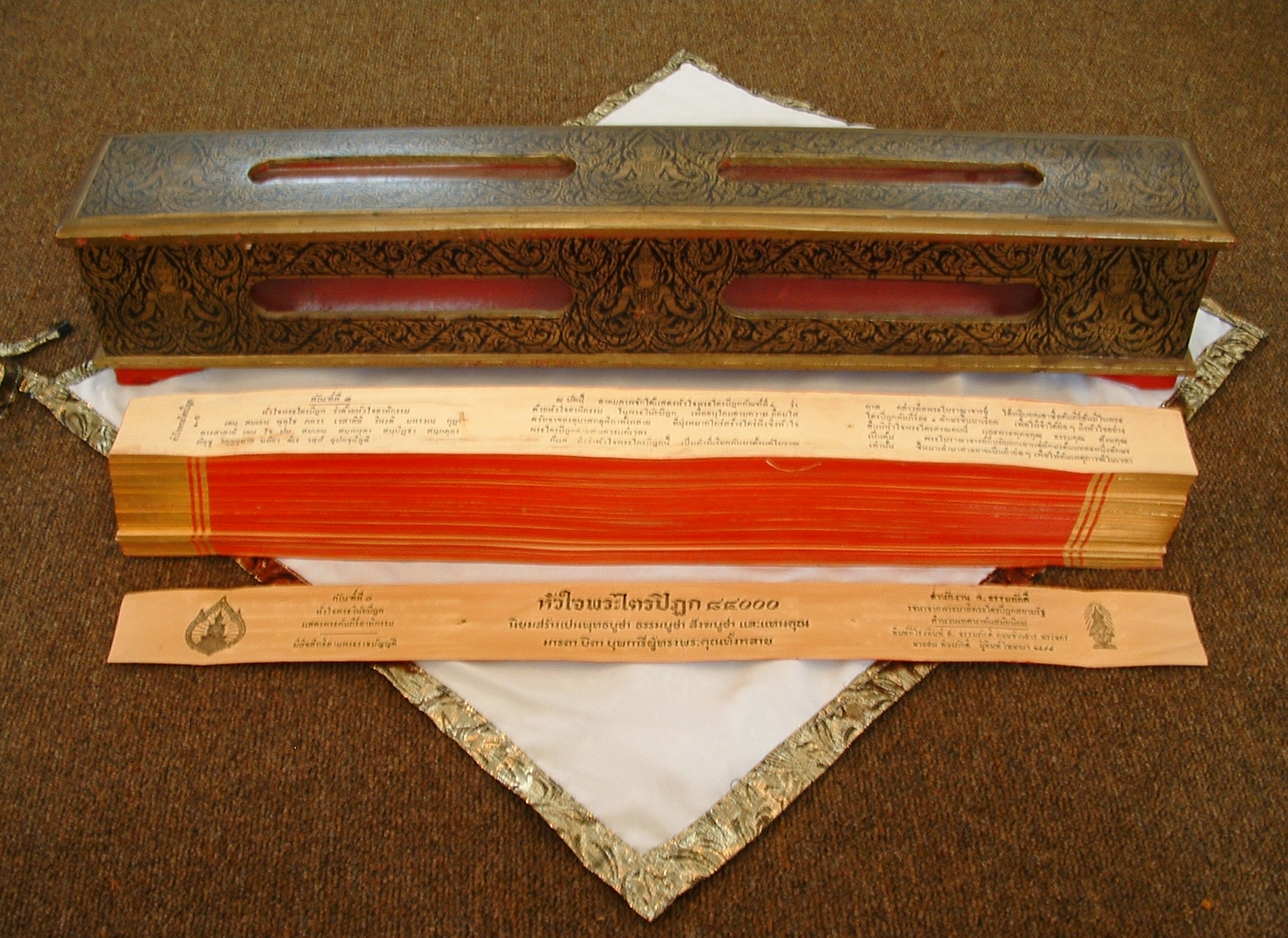
Från början var inte palikanonen skriven i bokform, utan skriven på tunna skivor av trä eller bambu.

Det är traditionellt ansett av de flesta inom theravada att palikanonen kom från Buddha och hans direkta lärjungar. Enligt skrifterna hölls ett råd kort efter Buddhas bortgång för att samla och bevara hans lärdomar. Dessa lärdomar blev sedan spridda genom muntlig tradition ända fram till det första århundradet e.Kr., när texterna då skrevs ned. Memoreringen vad stödd av reguljära gemensamma recitationer. Traditionen menar att få tillägg gjordes. Palikanonen skrevs ned i Sri Lanka i templet Alu Viharaya.
Mycket av materialet i palikanonen är inte strikt theravadiskt, utan kanonen utgör istället en samling av lärdomar som theravada valde att bevara från den tidiga buddhismen (då inga inriktningar/splittringar hade bildats). Enligt Peter Harvey, innehåller palikanonen material som senare går emot theravadisk ortodoxi. Han menar att theravadaföljarna må ha lagt till texter till kanonen under en lång tid, men samtidigt menar han att de inte förändrade med det material de redan hade i kanonen. En varierande mängd faktorer föreslår att de tidiga Sri Lankesiska buddhisterna såg på kanonisk litteratur på detta vis, och spred det vidare konservativt.

### Forskares åsikter
Åsikterna hos forskare varierar angående ursprunget av palikanonen. Dessa åsikter kan delas upp i tre kategorier:
1. Tillskrivning till Shakyamuni Buddha själv.
2. Tillskrivning till perioden av tidig buddhism (före splittringar)
3. Agnosticism

#### Åsikter gällande tillskrivningen till Buddha
Många forskare som specialiserar inom tidig buddhism har sagt att mycket av innehållet i palikanonen och dess huvudsakliga lärdomar kan bli tillskrivna till Shakyamuni Buddha. Richard Gombrich säger att de huvudsakliga lärdomarna som buddha gav (i vinaya-pitaka och sutta-pitaka) är sammanhängande, och måste vara verket av ett enskilt geni: Buddha själv, och inte en kommitté av följare efter hans död. Peter Harvey bekräftar också autenticiteten hos "mycket" av palikanonen. A.K Warder har också sagt att det inte finns något bevis för att de delade lärdomarna hos de tidiga inriktningarna inte kom från någon annan än Buddha och hans lärjungar. J.W. de Jong har sagt att det vore hyckleri att påstå att vi inte kan säga någonting om lärdomarna som cirkulerade i den tidiga buddhismen, och menar således att de grundläggande idéerna som finns i de kanoniska skrifterna mycket väl kan ha sagts av Buddha, spritt och utvecklat av hans lärjungar, och slutligen systematiserade in i skriftsamlingar. A. Wynne har sagt att palikanonen inkluderar texter som går tillbaka till den allra första början av buddhismen, som möjligen innehåller det basala av Buddhas lära, och i vissa fall, kanske även hans ord. Hajime Nakamura skriver att, trots att det inte går att med säkerhet tillskriva någonting till Shakyamuni som en historisk figur, måste vissa ordspråk eller fraser komma från honom.

#### Åsikter gällande tillskrivning till den tidiga buddhismen
De flesta vetenskapsmän inom området håller med om att det fanns någon form av helig skriftsamling inom den relativt tidiga buddhismen. Delar av palikanonen överensstämmer också i innehåll till skrifterna av andra tidiga inriktningar av buddhismen, delar av vilka som är främst bevarade i den kinesiska buddhismens skriftkanon. 

#### Åsikter gällande agnosticism
Vissa forskare ser på palikanonen som en skriftsamling som expanderar och förändras, från en okänd kärna. Argumenten som ges för en agnostisk attityd gentemot palikanonen inkluderar att den skrevs ned långt efter Buddhas död.
Vissa forskare av senare indisk buddhism och tibetansk buddhism säger att lite eller ingenting går tillbaka till den historiske buddhan. Ronald Davidson har lite förtroende för att mycket - om ens något - av de bevarade buddhistiska skrifterna faktiskt är orden av den historiske buddhan. Geoffrey Samuel menar att palikanonen i stort kommer från verken av Buddhaghosa och hans kollegor under 400-talet. Gregory Schopen menar att det inte är förrän 400-500-talen som vi kan med säkerhet veta någonting om innehållet av palikanonen. Denna åsikt kritiserades dock av A. Wynne.

## Innehåll
Som noterat förut, innehåller palikanoen tre pitakor:
- Vinaya-pitaka
- Sutta-pitaka
- Abhidhamma-pitaka

### Vinaya-pitaka
Den första kategorin, vinaya-pitaka, innehåller mestadels regler för munkar och nunnor. Reglerna introduceras först genom en historia berättad av Buddha, där han berättar varför reglerna blev upprättade. Detta följs sedan av förklaringar och analyser. Enligt historierna blev reglerna upprättade allt eftersom Buddha stötte på diverse problem bland sina följare. Denna pitaka kan bli indelad i tre delar:
- Suttavibhanga (-vibhaṅga): Kommentar på Patimokkha, den grundläggande samlingen regler för munkar och nunnor som inte är inkluderad i kanonen. Munkarnas regler är behandlade först, sedan nunnornas.
- Khandhaka: Övriga regler grupperade enligt ämne, i 22 kapitel.
- Parivara(parivāra): Analys av reglerna från diverse synsätt.

### Sutta pitaka
Den andra kategorin är Sutta-pitaka (bokstavligen "korg av trådar" eller "det välsagda") vilket huvudsakligen innehåller buddhas lära i olika former. Sutta-pitaka har fem underkategorier, eller nikayas:
- Digha Nikaya (dīghanikāya): 34 längre tal[24] Joy Manné menar att den här delen var huvudsakligen utformad för att konvertera människor av annan tro, med dess stora mängder debatter och hängivande material.[25]
- Majihima Nikaya: 152 medellånga tal[24] Manné menar att den här delen var särskilt utformad för att ge en stark grund till konvertiter, med en hög andel predikningar och råd.[25]
- Samyutta Nikaya (saṃyutta-): Tusentals korta tal i ett femtiotal olika grupper kategoriserade enligt ämne, person, etc. Bhikkhu Bodhi, i hans översättning av denna del, säger att denna nikaya har den mest detaljerade förklaringen av läran.
- Anguttara Nikaya (aṅguttara-): Tusentals korta tal arrangerade numeriskt från ett till ettor till elvor. Denna del innehåller mer elementära lärdomar än de ovanstående tre.
- Khuddaka Nikaya: En samling av diverse verk i prosa och vers.

### Abhidhamma Pitaka
Den tredje kategorin, Abhidhamma-pitaka (bokstavligen "bortom dhamman", "högre dhamma" eller "speciell dhamma". Sanskrit: Abhidharma Pitaka), är en samling texter som ger en systematisk filosofisk förklaring av bland annat metafysik inom theravada. Det finns sju böcker i Abhidhamma pitaka:
- Dhammasangani (-saṅgaṇi or -saṅgaṇī): Uppräkning, definition och klassifikation av dhammas (lärdomar).
- Vibhanga(vibhaṅga): Analys av 18 ämnen genom olika metoder, inklusive de som användes i Dhammasangani
- Dhatukatha (dhātukathā) Behandlar sambandet av idéer från de tidigare två böckerna.
- Puggalapannatti (-paññatti): Förklaringar av olika sorters personer, arrangerat numeriskt i listor från ett till tio.
- Kathavatthu (kathā-): Över 200 debatter gällande olika lärdomar.
- Yamaka: Applicerar till 10 ämnen en procedur innehållande motsatta frågor (d.v.s. Är X Y? Är Y X?)
- Patthana (paṭṭhāna) Analys av 24 typer av tillstånd.[26]

Den traditionella åsikten är att abhidhamma refererar till den ultimate läran, medan suttorna är anpassade till lyssnaren. De flesta vetenskapsmän beskriver abhidhamma som ett försök till att systematisera lärdomarna i suttorna.